# Cybister senegalensis
Cybister senegalensis är en skalbaggsart som beskrevs av Aubé 1838. Cybister senegalensis ingår i släktet Cybister och familjen dykare. Inga underarter finns listade i Catalogue of Life.